# (7412) Linnaeus
(7412) Linnaeus  es un asteroide perteneciente al cinturón de asteroides, descubierto el 22 de septiembre de 1990 por Eric Walter Elst desde el Observatorio La Silla, en Chile.

## Designación y nombre
Linnaeus se designó inicialmente como 1990 SL9.
Más adelante fue nombrado en honor al botánico sueco Carlos Linneo (1707-1778).

## Características orbitales
Linnaeus orbita a una distancia media del Sol de 3,1788 ua, pudiendo acercarse hasta 2,6830 ua y alejarse hasta 3,6746 ua. Tiene una excentricidad de 0,1559 y una inclinación orbital de 2,5732° grados. Emplea en completar una órbita alrededor del Sol 2070 días.

## Características físicas
Su magnitud absoluta es 13,0. Tiene 12,111 km de diámetro. Su albedo se estima en 0,091.